# Цуманис, Никос
Николаос Цуманис (греч. Νίκος Τσουμάνης; 8 июня 1990, Янина — 5 октября 2021, Каламария, Македония-Фракия) — греческий футболист, игравший на позиции левого защитника.

## Биография
За свою карьеру выступал за команды «Македоникос», «Ксанти», «АО Керкира», «Арис», «Пантракикос», «Верия», «Аполлон» (Каламарья) и «Триглия».
5 октября 2021 года Цуманис был найден мёртвым рыбаками на пристани Неа Крини в своей машине: судебно-медицинская экспертиза заключила, что смерть наступила в результате удушения. Полиция предполагала, что Цуманиса могли убить, поскольку его руки были связаны кабельной стяжкой; в то же время своему знакомому Цуманис незадолго до смерти говорил, что намерен покончить с собой, поскольку у него были финансовые проблемы. В 2020 году футболист два раза травмировался.